# Győr-Moson-Sopron Megyei Önkormányzat Általános Művelődési Központja
A Győr-Moson-Sopron Megyei Önkormányzat Általános Művelődési Központja a Győr-Moson-Sopron Megyei Önkormányzat a fenntartásában működő két intézmény összevonásából jött létre. A fertődi Porpáczy Aladár Általános Művelődési Központot és a csermajori Ujhelyi Imre Élelmiszeripari Középiskola 2009-től közös igazgatás alá került.

## Győr-Moson-Sopron Megyei Önkormányzat Általános Művelődési Központja

### Történet
A Győr–Moson–Sopron Megyei Önkormányzat Általános Művelődési Központja elnevezésű intézmény története 2009. augusztus 1-jén kezdődött, amikor a Győr-Moson-Sopron Megyei Önkormányzat a fenntartásában működő két nagy múltú intézményt, a fertődi Porpáczy Aladár Általános Művelődési Központot és a csermajori Ujhelyi Imre Élelmiszeripari Középiskolát összevonta, és közös igazgatás alá helyezte a korábbi intézmények oktatási szakképzési tapasztalatainak egyesítésével.
A 2009/2010-es tanévtől az új intézmény vezetése, tanügyi irányítása, a tanulók kollégiumi elhelyezése, valamint a közismereti tantárgyak oktatása Fertődön történik, a szakképzés pedig Csermajorban folyik.

### Képzések
Idegen nyelvi ügyfélkapcsolati szakügyintéző képzés magyar nyelven
- 0. (előkészítő) évfolyam
- Élelmiszeripari-tejipari technikus
- Dolgozók középiskolája
- Parképítő és -fenntartó technikus
- Települési környezetvédő technikus
- Idegen nyelvi ügyfélkapcsolati szakügyintéző-Magyar-osztrák vállalkozó / Österreichisch-Ungarische Handelsakademie
- Kertészet- és növényvédelmi technikus

### Partneriskola
Az intézmény a magyar-osztrák képzés révén 1994 óta szoros kapcsolatban van az Ausztriában lévő boldogasszonyi (Frauenkirchen) középiskolával. Az ott tanító tanárok naponta járnak át az iskolába és anyanyelvükön tanítják a szakmát a képzésben részt vevő tanulóknak. A mindennapi közös munka a diákok és a tanárok között is szoros együttműködést alakít ki, megismerhetik egymás oktatási rendszerét, szokásait és közös programokon is részt vehetnek.